# まん・なか
『まん・なか』は、2018年10月にピンク映画として製作・公開され、2019年にR-15作品として再編集され公開された日本の映画作品。後述にように媒体により作品タイトルが異なるため、複数使用されている『まん・なか』を便宜上項目名とする。

## 概要
2018年10月19日公開に『トーキョー情歌 ふるえる乳首』のタイトルで成人映画として公開。2019年8月29日にはR15作品として再編集し、『まん・なか You’re My Rock』のタイトルに改められ「OP PICTURES+ フェス 2019」の一本として一般上映された。2020年以降、CS放送局で『女流作家 官能のまん・なか』として放送され、2020年6月3日、『まん・なか 女流作家の秘性活』のタイトルでスターボードからDVDソフト化された。
ヒロインを務める榎本美咲は映画初主演。劇中音楽、主題歌を手掛けた「G.D.FLICKERS」は実名のまま劇中出演もしている。また監督の髙原やG.D.FLICKERSを慕った多くのミュージシャン、雑誌ライターがカメオ出演している。
脚本のうかみは2019年8月6日に自身の手でノベライズ。『蜜味の指』の題で幻冬舎アウトロー文庫から発売した。

## ストーリー
テレビでも活動する美人官能小説家・柴城麗美。エロティックさを売りに小説の内容は実体験に基づいているとうそぶき活動しているが、実際の彼女は恋愛経験が少なく、世間のイメージと実像とのギャップに悩み、葛藤する。落ち込んだ彼女は夜の街に繰り出した。

## 登場人物
山中典子
演 - 榎本美咲
紫城麗美（しじょう・れみ）の筆名で官能小説を執筆する小説家。テレビ出演も多いが、そこでの彼女は求められる妖艶で性体験豊富なキャラクター、いわゆるエロ要員としての自分を演じており、実際の「山中典子」は家ではクマのぬいぐるみを抱き、フードを深くかぶり、こそこそ歩く猫なで声の女子。
官能小説を書いているのも一般文芸では掠ることなく、たまたま応募した官能小説大賞に準入選したからというやや後ろ向きな理由である。プライベートでの愛称はテンコ。実体験の少なさは映像作品や漫画で補い妄想を膨らませ、人体解剖学の専門書などで知識を補填している。
ノベライズ版ではデビュー5年目、30歳。ペンネームは編集者が決めたもので、小説の内容が実体験と言ってしまってる手前、新作執筆の度に「またウソをつくんだ」と思い、その状況がまた後ろめたさを生み、メールに隠微な言葉や写真が送られてくるスパイラル状態に陥っているなど設定が加味されている。幼顔かつマシュマロバスト、なおかつ男性側の心情を読み取って応えられる（応えてしまう）ことで、ユズからは「ヘンタイホイホイ」とも呼称される。
渡部ユズ
演 - 栗林里莉
紫城麗美（典子）の友人で官能小説家。麗美とは逆にエロが入り口となり小説を書いており、湯水のようにワードが出る。プライベートもテキパキした性格だが、性的な小説を書く人＝性経験が豊富という先入観には辟易しているため、それを演じられる典子を尊敬している。彼女とはデビューが同時期ということもあり、良き相談相手、本音や愚痴を言い合える仲である。
作家4年目だが、錠を養うほどには稼ぎがあり、錠の子供を欲しがっている。
ノベライズ版では本名：柚寿（ゆず）。ペンネーム：樹（いつき）ユズ。デビュー5年目だが、それ以前に21歳でフリーライターとして週刊誌やスポーツ新聞、ネット媒体でアダルト記事やコラムを執筆。また水商売経験からトークスキルが上達したという詳細な設定が加えられた。
蓼科芽衣
演 - 涼南佳奈
AV女優。紫城麗美原作のAV作品に出ることが決まり小説読者となる。男性目線の内容に「紫城先生バージン説」を唱える。
ノベライズ版ではプロフィール上は39歳の人妻熟女女優。ただし実年齢は36歳、独身と設定が変更。自身の引退作品の監督に楠田を指名している。
楠田昇
演 - 吉田憲明
AV制作会社のAD。バイトで出会った驀進の人柄に惚れ、そのまま仕事を手伝いAV業界で働く。ロック・バーの常連客でもあり、酔いつぶれた典子を自宅まで送り介抱したことがある。
ノベライズ版では映画学校を卒業し、監督志望と設定変更。また任された仕事に全力を尽くす性格が加えられ、疑似精子をフェラ用、外出し用、中出し用と用途別に配合を変えながら作るこだわりを披露している。
錠
演 - 稲田錠
バンド・G.D.FLICKERSのボーカル。一時は人気バンドであったが、年齢、キャリアを経て現在はロック・バーでバイト生活。よく「マスター」と呼ばれているが、あくまでもバイトである。なじみの客からは「昔はカッコよかった」と言われ「今も！」と返しているが、田舎に帰ることも視野に入れている。腐れ縁の恋人・ユズに結婚も迫られているのだが……。
ノベライズ版ではフルネーム「稲田錠」。年齢は52歳。バイト先がバーテンダーから清掃業に変更されている。
HARA
演 - 原敬二
バンド・G.D.FLICKERSのギタリスト。
HAKUEI
演 - 佐藤博英
バンド・G.D.FLICKERSのギタリスト。
OKAMOTO
演 - 岡本雅彦
バンド・G.D.FLICKERSのベース。
DEBU
演 - DEBU
バンド・G.D.FLICKERSのドラム。
ユート
演 - 景山潤一郎
J.LIMIT（ジェイリミテッド）のリーダー。若き日の錠に憧れバンドを始め、現在は世界的に売れているミュージシャン。錠にアルバム制作を持ち掛ける。
ノベライズ版ではソロ歌手。
坂正喜
演 - 那波隆史
紫城麗美の担当編集者。紫城の世界観を大事にしながらも、足りない男性目線の拡充を促す。
ノベライズ版では「甲坂正喜」。官能小説の担当を経て、現在はミステリー小説の部署に移り、サラリーマン週刊誌の小説担当として読み切りを麗美に度々依頼する人物として登場。
菅谷驀進
演 - 仲野茂
AV監督。「ブシャー!」など表現に擬音を多用する。3年前までは仕事に恵まれず引っ越し屋をしていた苦労人。
ノベライズ版では「立木監督」が役割を担う。
平沼ガチ
演 - 平本一穂
脱水症状になりかけた腰の低いベテラン男優。52歳。
田中
演 - 石川kin
バーの常連客。昔はベースを弾いていたらしい。
佐藤
演 - 櫻井拓也
バーの常連客。アナルに興味があるらしい。
AVスタッフ
演 - 長谷川久仁広
AVのベテランカメラマン。
AVスタッフ
演 - 国沢実
AVのベテラン照明係。
マネージャー
演 - 柳沼宏孝
ライブハウスのマネージャー。
ノベライズ版では「ノブ」として登場。
出版社の男
演 - 飯島洋一
坂とともに勤務する編集者。口癖は「ぷにぷに」。「にょろにょろ」。
演ずる飯島は実際の出版社・ポッド出版の取締役会長である。
ノベライズ版では甲坂の先輩編集者「八坂」が該当。クリーム色のスーツにシルバーのリムレスフレームの眼鏡をかける人物として描かれる。
観客
演 - Keith　ナボ（ニューロティカ）　ナオミ（ナオミ＆チャイナタウンズ）　うかみ綾乃　金田敬　末永賢　天野裕充　大町孝三　宍戸英紀
古井榮一　木庭博光　永元絵里子　小池浩　知念小姫　スズキタカコ　シン上田　鈴木淳　磯貝和日朗　松本かずみ　gon　鈴川凜子　KAZUMI NAOKO　伊東理沙　松島政一
砂川恭子　砂川豊　中川いくこ　安田七見子　砂川英一　渡辺和幸　周磨要　鎌田一利　高橋祐太　BAKURO　name　おしょうゆ高野　ヤハラシノ　タカギキョウノスケ　オカマコト　西村太一　Narumi Komatsu

## 音楽

### エンディングテーマ
『東京無限』
歌：G.D.FLICKERS（SANDINISTA! Co.,Ltd）

### 挿入歌
『Demon&Angel』
歌：G.D.FLICKERS（SANDINISTA! Co.,Ltd）
『悪魔になるも悪くない』
歌：G.D.FLICKERS（SANDINISTA! Co.,Ltd）
『ケセラセラ』
歌：G.D.FLICKERS（SANDINISTA! Co.,Ltd）
※使用楽曲はすべてアルバム『悪魔』収録

## スタッフ
- 監督・編集：髙原秀和
- 脚本：うかみ綾乃、髙原秀和
- 撮影：森川圭、小林啓一
- 照明：ガッツ
- 音楽・整音：野島健太郎
- 録音：田中仁志
- 助監督：江尻大、岸拓人
- スチール：本田あきら
- 協力：ポッド出版、吉祥寺ROCK JOINT GB、歌舞伎町・フロム ダスク ティル ドーン、マイケルギオン、フルセイル
- 制作：ラブパンク
- 配給：オーピー映画